# André Bizette-Lindet
Pour les articles homonymes, voir Lindet.
André Bizette-Lindet, né le 28 février 1906 à Savenay et mort le 28 décembre 1998 à Sèvres, est un sculpteur et peintre français.

## Biographie
Élève à l’École nationale supérieure des beaux-arts, grand prix de Rome en sculpture de 1930 pour son Lanceur de javelot, André Bizette-Lindet part à Rome pour la villa Médicis, alors sous la direction de Paul Landowski, de 1931 à 1935.
Il a notamment réalisé les figures des portes de bronze du musée d'art moderne de la ville de Paris en 1937, décoré le pavillon français de la foire internationale de New York 1939-1940, et participé à la décoration de l’ambassade de France à Ottawa en 1938.
Dans la seconde partie de sa carrière, il contribuera au groupe de recherche Mur Vivant qui cherche à articuler la sculpture à l’architecture contemporaine. Son œuvre, sculptée dans une grande variété de matériaux (grès, granit, bronze, céramique) est alors en grande partie monumentale. En 1955, il réalise le maître-autel de la cathédrale de Rouen. C'est une table de marbre vert serpentine de la Vallée d'Aoste, reposant sur les symboles des évangélistes en plomb doré.
Nommé peintre de la Marine, Bizette-Lindet est l'auteur d'une des fresques en haut-relief (Le Fezzan) ornant le mémorial de la France combattante, sur le mont Valérien, à Suresnes.
André Bizette-Lindet, qui a passé toute sa jeunesse au Mans (Sarthe) et a été élève du lycée de garçons de la ville, y a réalisé plusieurs sculptures dans les années 1950-1960 : le Monument au maréchal Leclerc (place Franklin Roosevelt), les sept statues de bronze doré représentant les arts, qui ornaient le théâtre municipal, place des Jacobins, la sculpture ornant le collège scientifique universitaire, rue Montbarbet.
André Bizette-Lindet a fait l'objet d'une exposition au musée national de la Marine à Paris, du 18 octobre au 31 décembre 1984.

## Décorations
- Chevalier de l'ordre des Arts et des Lettres (1957)[1]

## Œuvres dans les collections publiques
- Chambéry : il crée, en 1952, avec la collaboration de sa sœur Françoise, en façade du bloc E de la reconstruction d'après-guerre[pas clair], trois bas-reliefs en céramique colorée sur le thème des saisons. L'Automne n'a pas été réalisé ;
- Saint-Malo, cour des immeubles de l'îlot 9 : Réseau d'algues ; Saint Malo évêque ; Saint Malo sur un cétacé ; Vierge sur une barque, 1953, grès émaillés (architecte Louis Arretche)[2] ;
- Sèvres, Manufacture nationale de Sèvres : La Marine Nationale, 1967, médaillon  en biscuit ;
- Lyon : statues d'anges du grand dôme de l'Hôtel-Dieu, réplique des statues originales qui ont disparu dans l'incendie du dôme en 1944.